# Complejo de Puricó
El complejo Puricó es un complejo volcánico del Pleistoceno en Chile, cerca de Bolivia, formado por una ignimbrita, varios domos de lava y estratovolcanes y un maar. Es uno de los volcanes chilenos de los Andes, y más específicamente el segmento chileno de la Zona Volcánica Central, uno de los cuatro cinturones volcánicos que conforman el Cinturón volcánico de los Andes.
El complejo Puricó consiste en una estructura volcánica en forma de escudo que consiste en la ignimbrita Puricó y una serie de volcanes secundarios que se emplazan en este escudo volcánico. Durante las glaciaciones, el escudo estaba en parte cubierto por glaciares que habían dejado morrenas. Puricó es la fuente de la ignimbrita Purico, una ignimbrita moderadamente grande con un volumen de aproximadamente 80-100 kilómetros cúbicos. Después del emplazamiento de la ignimbrita de Puricó, se desarrollaron varios domos de lava y estratovolcanes en el escudo de ignimbrita. El maar de Alitar todavía está activo. En tiempos históricos, el azufre se extraía en Puricó, y actualmente el llano de Chajnantor se encuentra en el escudo de la ignimbrita.

## Geología
Los afloramientos en la región varían en edad desde el Paleozoico hasta el Holoceno. El complejo Puricó se formó encima de las ignimbritas más antiguas como la ignimbrita Atana en el sur y la ignimbrita Puripicar más al norte; la vecina Caldera La Pacana hace entre 4,5 y 4,1 millones de años estallaron algunas de estas ignimbritas incluyendo la ignimbrite Atana. Ocasionalmente, Purico se considera parte del sistema La Pacana.
El complejo Purico ha erupcionado varios magmas diferentes, que van desde el dacítico Purico sobre las piedras pómez riolíticas contenidas en la ignimbrita a las volcánicas andesíticas- diocíticas post-ignimbrita. Dacita es el componente dominante y forma una suite rica en potasio rica en cristales. Se producen cantidades variables de fenocristales en las rocas del complejo Purico; los minerales con los que están formados incluyen augita, biotita, clinopiroxeno, hornblenda, hiperestileno, óxidos de hierro, oligoclasa, ortopiroxeno, plagioclasa, cuarzo y óxidos de titanio.
Además, los xenolitos máficos se encuentran en la ignimbrita de Puricó; tales xenolitos son un hallazgo común en las rocas de arco volcánico. Son aún más comunes en las rocas de Chascón, donde podrían reflejar la ocurrencia de magma máfico en el sistema de alimentación antes de la formación de Chascón.
Algunas propiedades físicas de los magmas de Purico se han deducido de la química y la petrología de las rocas en erupción. Las dacitas tenían temperaturas de aproximadamente 750-810 °C mientras que las andesitas y las riolitas alcanzaban temperaturas más altas, hasta 800-880 °C. Los contenidos de agua variaron de 3.2 a 4.8% en peso, mientras que las concentraciones de dióxido de carbono fueron bajas en todo momento.

## Historia eruptiva
El complejo Purico es la fuente de la principal de la ignimbrita de Purico. Originalmente se llamó ignimbrita de Cajón y se atribuyó a un área al noroeste de Purico conocida como Chaxas. Además, la ignimbrita de Toconao se atribuyó originalmente al complejo Purico, pero ahora se considera que la Caldera La Pacana es su fuente.
La ignimbrita Purico en sí misma cubre una superficie de 1.500 kilómetros cuadrados en todo el complejo, y su volumen se ha estimado en 80-100 kilómetros cúbicos con 0.4 kilómetros cúbicos adicionales contribuido por depósitos de caída de tefra. La ignimbrita tiene 250 metros de espesor y se adelgaza hacia el oeste, con sectores más distales que alcanzan espesores de 25 metros. La datación de potasio-argón ha producido edades entre 1,380,000 ± 70,000 y 870,000 ± 520,000 años atrás para la ignimbrita Purico. Los 2 kilómetros cúbico de gran tamaño "Domo dacítico D" tiene una edad de 980,000 ± 50,000 y puede haberse formado al mismo tiempo que las ignimbritas.
La ignimbrita de Purico contiene tres unidades de flujo, las dos Ignimbritas de Purico Inferior y la Ignimbrita de Purico Superior. Sus espesores son diferentes; la ignimbrita superior tiene 10-12 metros de grosor, mientras que las dos inferiores juntas alcanzan un grosor promedio de 30 metros, con un máximo de 80 metros. La ignimbrita inferior del Purico inferior es un solo flujo. La Ignimbrita inferior del Purico inferior es más heterogénea, comenzando con una oleada de base, una capa de piedra pómez y luego otra unidad de flujo, que es volumétricamente la parte más grande. La ignimbrita inferior cubre una superficie de 800 kilómetros cuadrados principalmente en el lado oeste del complejo Purico. Finalmente, la ignimbrita superior es un flujo moderadamente a denso soldado que ocurre particularmente cerca de la cumbre del complejo Purico, donde forma seis unidades de flujo que contienen texturas de fiamme. Una característica de la ignimbrita Purico es el llamado "bandas" piedra pómez, que consisten en alternar más oscuro máfico y componentes más brillante, en la parte superior 33% de la ignimbrita. La extrusión de la ignimbrita de Purico fue acompañada por la erupción de grandes cantidades de tefra, algunas de las cuales cayeron hasta la Cordillera de la Costa al oeste de Purico.
Después del emplazamiento, las ignimbritas se modificaron por erosión fluvial, que formaba canales curvilíneos en las ignimbritas. A diferencia de otras ignimbritas en la región, hay poca evidencia de erosión eólica de la ignimbrita de Purico. La erosión eólica demora mucho más tiempo que la erosión fluvial y es posible que la ignimbrita Purico sea demasiado joven para haber sido modificada por la acción del viento. Algunas superficies de la ignimbrita se han visto afectadas por la glaciación, dándoles una superficie lisa.
Esta estructura de la ignimbrita ha sido explicada por los procesos de la cámara de magma. Antes de la erupción de ignimbrita Purico, una cámara de magma dacítica ya existía debajo del volcán. Probablemente después de una inyección de magma andesítico, los contenidos dacíticos de la cámara de magma escaparon hacia arriba y formaron la Ignimbrita inferior del Pífano inferior. Esta inyección de magma máfico aumentó rápidamente la temperatura y el contenido de gas de la dacita, lo que provocó que la erupción se convirtiera en una violenta erupción pliniana con el desarrollo de una columna de erupción. Esta fase luego se concentró en el magma dacítico más denso, causando el colapso de la columna y la formación de la Ignimbrita del Purico Superior y la "cúpula dacita D".

### Actividad post-ignimbrita

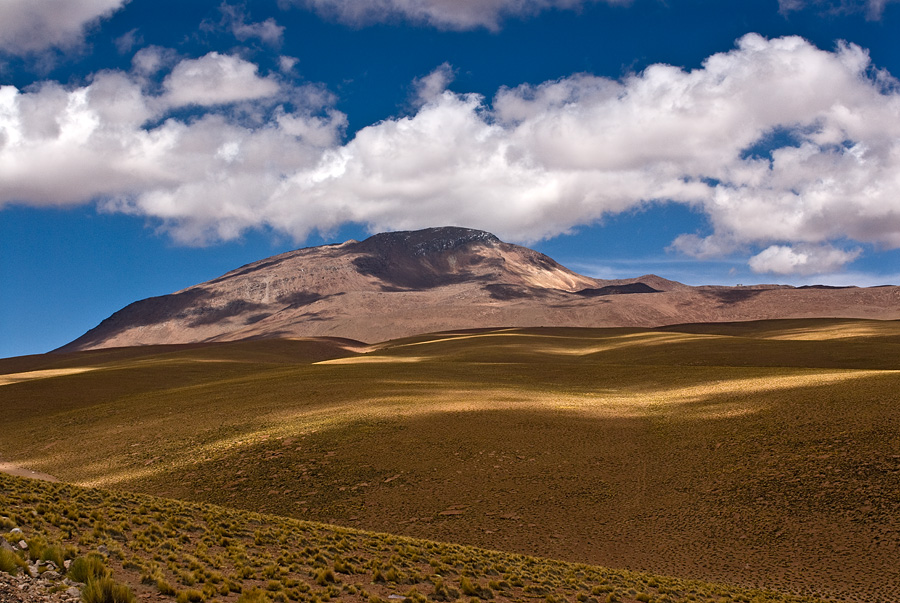
Cerro Toco

La actividad volcánica después de la erupción de la ignimbrita se ha subdividido en el grupo andesítico Purico más antiguo y el grupo más joven de Chascón. La primera incluye Cerro Negro, Cerro Purico, Putas y Cerro Toco que asumen la estructura de volcanes poligenéticos, mientras que la última se considera que incluye Aspero, El Cerillo / Chajnantor y El Chascón que son domo de lava - flujo lava. El grupo de domos de Chascón es también el único que contiene xenolitos máficos.
Los volcanes Cerro Purico y Macon se formaron poco tiempo después, y posiblemente incluso antes de las ignimbritas. Por lo tanto, son centros volcánicos antiguos y profundamente erosionados, que muestran depósitos morrénicos de glaciación y rocas que han sido sometidas a alteración hidrotérmica a partir de la actividad fumarólica. Tales procesos de alteración hidrotérmica son también el origen de los depósitos de azufre en Purico.
Aspero, Cerro El Chascón , Cerros El Negro y Putas son más jóvenes y no muestran evidencia de glaciación. El Chascón especialmente puede tener solo decenas de miles de años, ya que muestra tanto un cráter de cumbre como estructuras de flujo de lava prístinas. Aspero fue considerado una vez de edad Holoceno; más tarde, se obtuvieron fechas de 180,000 ± 20,000 años atrás en Aspero y Chascón . Además de esto, no hay fechas radiométricas para las estructuras volcánicas post-ignimbrita en Purico. El episodio eruptivo que formó estos centros es, por lo tanto, más reciente que la ignimbrita Purico y puede haber sido desencadenado por magma máfico siendo inyectado en el sistema Purico. También es mucho más pequeño, con volúmenes que oscilan entre 0,36 y 4 kilómetros cúbicos.
Este cambio en el patrón de actividad eruptiva de grandes ignimbritas a cúpulas más pequeñas refleja un cambio en la naturaleza del suministro de magma, a partir de un flujo de gran volumen que interactuó fuertemente con la corteza y dio lugar a las ignimbritas a flujos de volumen más pequeños en un lugar más frío y así la corteza de Brittler y no se acumuló ni interactuó con ella de manera significativa. Por lo tanto, los últimos productos de erupción parecen ser más primitivos y menos afectados por la contaminación de la corteza.
El estratovolcán de Macon se considera de edad Holoceno, y Alitar muestra fumarolas activas. Actualmente, no hay indicios de actividad sísmica en el área de Purico.